# Ligueux (Gironda)
Ligueux è un comune francese di 172 abitanti situato nel dipartimento della Gironda nella regione della Nuova Aquitania.

## Società

### Evoluzione demografica
Abitanti censiti